# Marika Hackman
Marika Hackman est une auteur-compositeur-interprète britannique, née le 17 février 1992 dans le Hampshire.

## Biographie
Marika Hackman fait ses études secondaires à Bedales School, où elle crée un duo musical avec la future mannequin Cara Delevingne. Elle décide ensuite de devenir musicienne à plein temps et sort son premier single, You Come Down, en 2012 avec l'aide de Johnny Flynn. 
En 2013, elle publie That Iron Taste, un maxi 7 titres, et assure la première partie de la tournée de Laura Marling.
Son premier album, We Slept at Last, sort en 2015 et se classe à la 60e place des charts britanniques. Son deuxième album, I'm Not Your Man, sort en 2017 et atteint la 74e place du même classement.

## Discographie

### Albums studio
- 2015 - We Slept at Last
- 2017 - I'm Not Your Man
- 2019 - Any Human Friend
- 2024 - Big Sigh